# Gyathei
Gyathei (japanisch 羯諦, überschreiten) ist die dritte Fotoserie des japanischen Fotografen Manabu Yamanaka. Sie zeigt hochbetagte, nackte japanische Frauen und entstand in den Jahren 1993 bis 1997/1998.

## Titel
Der Begriff Gyathei wird in Texten des Buddhismus verwendet. Die bekannteste Stelle ist der letzte Vers des buddhistischen Lehrtextes Herz-Sutra, eines der bekanntesten Sutren des Mahayana-Buddhismus. Dort lässt sich gya tei (sanskrit: Gate) mit to go beyond oder to pass (deutsch: überschreiten) übersetzen. Eine Deutungsmöglichkeit in diesem Kontext ist das Leben überschreiten und sich auf die Erleuchtung zubewegen, was für die Gyathei-Serie von Bedeutung ist. Der zerbrechliche und alte Körper der Fotografierten scheint ihren Übergang in eine andere Welt anzuzeigen. Hasegawa formulierte, so Lena Fritsch, die Bilder würden die Frauenkörper im Endstadium einfangen, bevor die Frauen als körperliche Wesen verschwänden.

## Beschreibung
Die Serie besteht aus 17 analogen Schwarz-Weiß-Studioaufnahmen, von denen zusätzlich zum Original jeweils sechs Abzüge vorhanden sind.
Dafür fotografierte Manabu Yamanaka stark abgemagerte, nackte Frauen, von denen die meisten über 90 Jahre alt waren, hell ausgeleuchtet vor gleichmäßig pudergrauem Hintergrund. Die Silbergelatineprints sind fast lebensgroß.
Obwohl die Fotos bei den Frauen zu Hause gemacht wurden, enthalten sie keine Text- oder Bildhinweise auf Namen oder persönliche Details der Abgelichteten. Sie sind nur nummeriert.
Die frontalen Ganzkörperaufnahmen zeigen weder sanftes Licht noch schmeichelnde Kamerawinkel. Die Kennzeichen des Alters wie zahnlose, offene Münder, Höhlungen in der knochigen Schamgegend und das Fehlen weiblicher Rundungen fallen ins Auge, ohne durch Übertreibung ironisiert zu werden. Alle Frauen bis auf eine stehen, ihre Arme liegen am Körper an; in Gyathei # 1 ist eine Frau zu sehen, die nur noch liegen kann; ihr Mund ist geöffnet, die Augen sind fast geschlossen, der Körper erinnert an ein Skelett. Zwischen dem Hintergrund und der Hautfarbe der Frauen besteht kaum ein Unterschied, was den Eindruck verstärkt, die Frauen befänden sich am Übergang zu einer anderen Welt. Doch die Struktur ihrer Haut schafft Kontrast zum Hintergrund: Die vor allem um die Brüste und den Bauch herum faltige Haut umgibt die hervorstehenden Hals-, Hüft- und Knieknochen. Wenn der Blick sich aber auf Gesicht und Körpersprache richtet, so kann beides als Zeichen eines Vertrauensverhältnisses zwischen den Frauen und dem Fotografen gelesen werden. Als Reaktion auf die Präsenz der Kamera finden sich ein spielerischer Hüftschwung (Gyathei #7) ebenso wie ein bescheidener Blick (Gyathei #1 und #7); beides kann zeigen, dass sie den Auswirkungen des Alters auf ihre Körper die Stirn bieten.

## Entstehungsgeschichte
Yamanakas Interesse lag auf der Darstellung des Körpers im Vorfeld des Todes. Zwischen 1993 und 1997 fertigte er viele Aufnahmen von alten Frauen und Männern an. In die Serie nahm er aber nur die Fotos von Frauen auf. Als einen Grund dafür gab er an, dass er mehr hochbetagte Frauen als Männer gefunden habe. Dies entspricht der demografischen Statistik für Japan, die bei den Menschen über 85 für 1998 2,4 mal mehr Frauen als Männer zählte. Außerdem äußerte Yamanaka, die Körper alter Männer hätten einen geringeren Fettanteil, weswegen ihre Haut nicht so herunterhänge und nicht so eindrucksvoll aussehe wie die von Frauen. Dies zeigt, dass der Fotograf keine soziologischen oder dokumentarischen Interessen hatte, sondern dass ästhetische Gesichtspunkte ausschlaggebend für die Auswahl waren.
Doch das Fotografieren nackter Körper von alten Frauen ist in Japan mit Tabus belegt - sogar Yamanakas Großmutter lehnte ab, als er sie bat, sich fotografieren zu lassen, so der Künstler in einem Interview. Niemand außer ihrem Ehemann sollte ihren Körper zu sehen bekommen. Er kam auf die Idee, alte Menschen zwei- bis dreimal pro Woche ehrenamtlich zu pflegen, was damals sehr selten war. So badete und fütterte er die alten Frauen, brachte sie auf die Toilette und baute im Verlauf von etwa zwei Jahren ein Vertrauensverhältnis auf. Dabei sah er die Frauen nackt und wählte bestimmte für sein Fotoprojekt aus. Die weiteren Umstände bezeichnete der Fotograf im Interview als Geschäftsgeheimnis, sodass sie darin nicht abgedruckt wurden; Lena Fritsch durfte sie aber für ihre Dissertation verwenden. Er beschrieb ihr in einem Interview, dass er von einem Assistenten bei den Frauen zu Hause ein improvisiertes Fotostudio mit einem weißen Papierhintergrund aufbauen ließ, als niemand von der Familie zu Hause war. Dann badete er die Frauen und sagte ihnen, die Fotos seien für ihre Krankenakte erforderlich. So erfuhren die Frauen weder, dass Yamanaka künstlerische Ziele hatte, noch, dass die Bilder für die Öffentlichkeit bestimmt waren. Die Frauen bekamen die Fotos nicht zu sehen. Als Rechtfertigung führte der Fotograf an, er habe die Fotos aus tief empfundener Zuneigung zu den Frauen gemacht und sie hätten andernfalls ihre Zustimmung verweigert. Diese Umstände stellen einen Verstoß gegen geltendes japanisches Recht dar und lassen das Projekt, so Lena Fritsch, trotz der anerkennenswerten Absichten Yamanakas auch aus moralischer Perspektive fragwürdig erscheinen.
Yamanakas Ziel war es, den alten Frauen zu Sichtbarkeit zu verhelfen. Er formulierte „My quest is to seek out splendid beauty among ugliness.“ (deutsch: Mein Bestreben ist es, in der Hässlichkeit strahlende Schönheit aufzuspüren.) In einem Ausstellungskatalog findet sich sein Satz „Ich dachte, diese Bilder beschreiben sehr sorgfältig das letzte physische Stadium eines menschlichen Lebens, bevor es verschwindet.“

## Rezeption
Die fotografische Inszenierung der Frauen, so Sabine Kampmann in ihrer Habilitationsschrift, mache es vergleichsweise schwer, „Rezeptionserwartungen an eine Aktdarstellung mit dem Motiv greiser Körper in Einklang zu bringen.“ Peter Weiermeir sah Verbindungen zur mittelalterlichen Vanitasgestalt und Hans Baldung Grien. Er fand, die Frau als Inbegriff von Lust und Liebreiz verkehre sich in ihr Gegenteil. Weiermair meinte, die Bilder könnten als „erschreckend und schonungslos“ rezipiert werden, zugleich aber als Zeichen „radikaler Menschlichkeit“. Lena Fritsch sah in den Fotografien vor allem ein buddhistisches Symbol des Alterns und Sterbens, verwies aber auch auf Grien und zeigte die verschiedenen Kontexte europäischer und japanischer Aktdarstellungen auf.
2008 äußerte Yamanaka in einem Interview, es sei aus Zensurgründen kaum möglich, die Serie in Japan auszustellen. Er habe sie nur einmal bei einer Preisverleihung präsentieren können. Sogar als Fuji TV die Fotos für einen Dokumentarfilm für das Fernsehen zeigte, musste der Sender sich auf die Gesichter beschränken. Wenn der Künstler die Bilder zu Ausstellungen ins Ausland schicke, so beanstande der Zoll, dass der Schambereich zu sehen sei. Der künstlerische Leiter der Singapore Biennale 2008 Fumio Nanjō hat betont, dass er die Serie für kunstgeschichtlich bedeutsam halte und sie gerne auf der Biennale ausgestellt hätte; aus Zensurgründen rückte er von dem Gedanken ab.

### Kunstgeschichtlicher Kontext

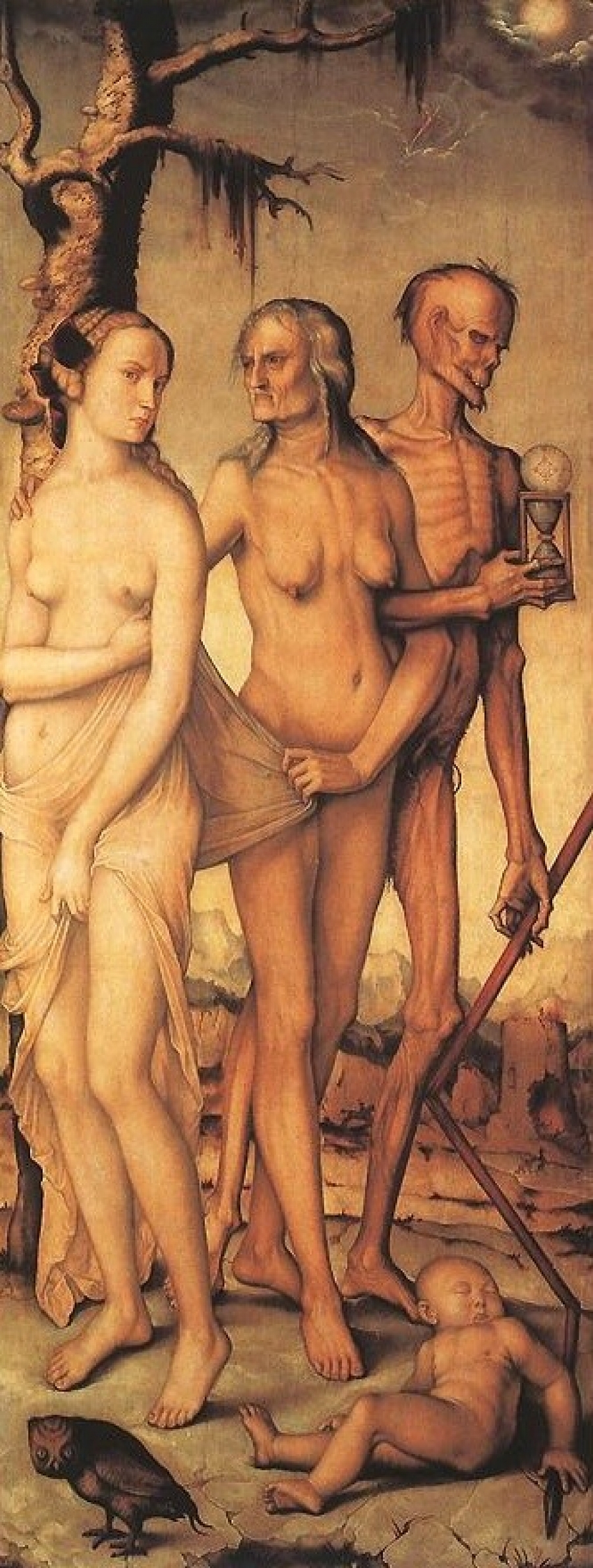
Hans Baldung Grien: Die drei Lebensalter und der Tod., um 1540

Der Blick auf alte, nackte weibliche Körper lässt sich in einen kunstgeschichtlichen Kontext stellen. Vor allem im Mittelalter wurde in der westlichen Hemisphäre dieses Motiv dazu benutzt, Verfall und Vergänglichkeit darzustellen. So stellt etwa Hans Baldung Grien in Die Drei Lebensalter und der Tod (um 1540) den Körper einer jungen Frau dem eines Kindes, einer alten Frau und eines Skeletts gegenüber. Die hängenden Brüste und die Falten der alten Frau stehen im Gegensatz zu den attraktiven Körperformen und der straffen Haut der jungen. So wird der alte Körper zum Bild dafür, dass auch die Schönheit und Fruchtbarkeit des jungen vergänglich ist. Yamanaka äußerte allerdings in einem Interview, dass ihm dieses kunstgeschichtliche Detail bisher unbekannt gewesen sei, sodass kein expliziter Bezug angenommen werden kann.

### Das Werk im Kontext zeitgenössischer Fotografie
Andres Serranos The Model (1994) weist drei wesentliche Unterschiede zu Gyathei auf. Zwar ist auch diese Arbeit eine Großaufnahme einer nackten alten Frau, doch wird hier ein Model abgelichtet, das sich in selbstsicherer Pose rauchend auf einen Stock lehnt und sich seiner Nacktheit nicht schämt. Auch die Absicht der beiden Fotografen ist verschieden: Yamanaka geht es um die Ästhetik des alten Körpers und die Verbildlichung von Alter und Tod im buddhistischen Kontext. Serrano will die westliche Tradition des weiblichen Akts und die zwingende Verbindung von sexueller Attraktivität mit Jugend in Frage stellen, indem er eine alte Frau als Model verwendet und diese gleichwohl durch die Haltung Lebendigkeit ausstrahlen und eine Konnotation mit Sexualität herstellen lässt.
Die Serie Mother's (2005) von Miyako Ishiuchi umfasst Fotos des alten Körpers der Mutter der Künstlerin. Wie bei Gyathei findet sich auch hier eine stilisierte Ästhetik, doch handelt es sich um Großaufnahmen.
Gyathei ist daher sowohl in der japanischen als auch in der westlichen Kunstgeschichte singulär. Die Aufnahmen wirken nicht voyeuristisch, sondern stilisiert, da sich die Kamera nicht auf die Nacktheit der Frau konzentriert, sondern die Einzelheiten der faltigen Haut zeigt, was an byzantinische Gemälde erinnert. So entsteht ein ästhetischer, fast abstrakter Blickpunkt, der die Betrachtenden auf unsentimentale Weise auch an ihren eigenen Verfall denken lässt.

### Weibliche Nacktheit in der japanischen Gesellschaft und im Buddhismus
Alte Frauen werden in Japan einerseits geachtet, was 1966 zur Einführung des Tages des Respekts den Alten gegenüber (敬老の日, Keirō no Hi) am 15. September geführt hat. Das Alter wird nicht nur in Verbindung zum Tod gesehen, sondern im buddhistischen Kontext auch als Schwelle zum Nirwana.
Altenheime sind in Japan im Vergleich zu anderen Industrienationen wenig verbreitet, da es als verantwortungslos gilt, Angehörige nicht in der Familie zu betreuen. In der Gegenwart sind alte Menschen trotz ihres hohen Bevölkerungsanteils in den Medien kaum zu sehen. Es gibt in Japan auch eine Tradition, alte Frauen abzusondern und zu dämonisieren.
Lena Fritsch spricht daher Yamanaka das Verdienst zu, mit Gyathei ein Gegengewicht zum Überangebot an Bildern junger Frauen in der japanischen Öffentlichkeit zu schaffen.

### Weibliche Nacktheit in der japanischen Kunst
Bevor westliche Einflüsse nach Japan gelangten, war die Darstellung unbekleideter Figuren in der japanischen Kunst sehr selten.  Der verhüllte, nicht der nackte Körper galt in der japanischen Kultur als erotisch. Gezeigt wurden nackte Körper zum einen in natürlichen, nicht-sexualisierten Szenen wie dem Baden, zum anderen waren sie in einem eher wissenschaftlichen Kontext zu sehen. Ein Beispiel für die erste Gruppe ist Katsushika Hokusais Holzschnitt von 1834, der eine Szene aus einem öffentlichen Badehaus zeigt.
Eine dritte Gruppe umfasst Holzschnitte und Buchillustrationen, die böse alte Frauen abbilden. Dort sind häufig halb nackte alte Frauen zu sehen, die ihre animalische Natur betonen. Trotz ihrer faltigen Haut wirken sie mächtig und hungrig. Ihre entblößten Brüste und ihr ungekämmtes Haar symbolisieren Wildheit. Sie sind nicht selten jungen Frauen gegenübergestellt. Diese sind jedoch niemals nackt, sondern tragen einen Kimono. Ein Beispiel hierfür ist ein Holzschnitt von Kuniyoshi Utagawa von etwa 1843: Hitosuya wird von ihrer Mutter fast erdrosselt, aber durch das Erscheinen Kannons gerettet.
Gyathei kann in keine der drei Kategorien eingeordnet werden. Lena Fritsch spricht den Aufnahmen in ihrer Dissertation insofern eine Weckfunktion zu, als sie dazu beitragen könnten, nackte alte Körper nicht zu tabuisieren, sondern öffentlich zu zeigen und ihre Schönheit darzustellen. Es sind stilisierte Fotos alter Körper, auf die von einem ästhetischen und forschenden Standpunkt aus geschaut wird.

### Das Thema Vergänglichkeit in der japanischen Kunst

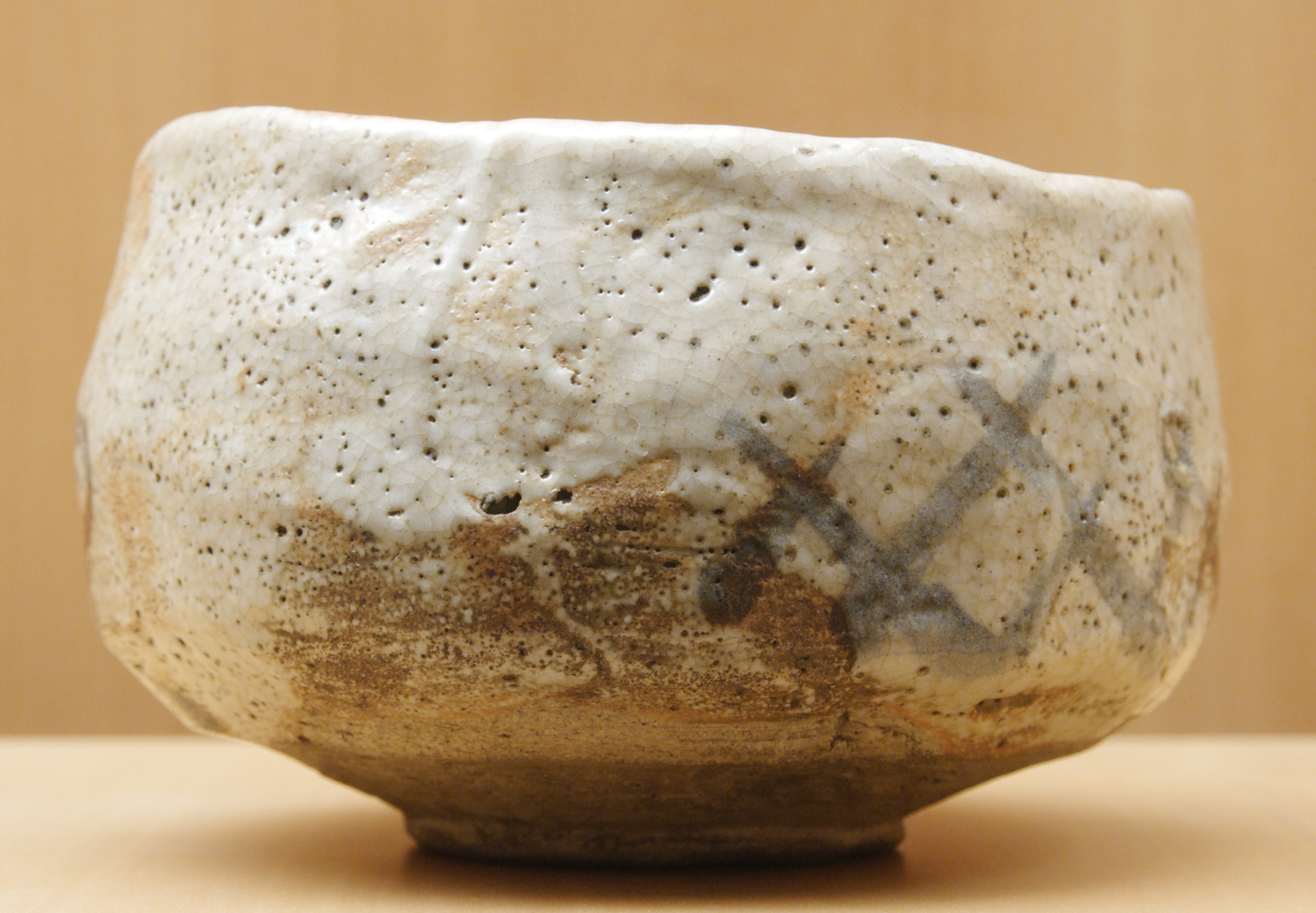
Japanische Teeschale (茶碗, Chawan): Die unsymmetrische Struktur und raue Gestalt der Schale werden ergänzt durch die langsame Verfärbung der Glasur, wie sie der Gebrauch mit sich bringt.

#### Mono no awareundwabi sabi
Die ästhetischen Grundsätze mono no aware und wabi sabi sind für die japanische Kunstgeschichte grundlegend und hängen mit dem buddhistischen Konzept der Vergänglichkeit zusammen. Nach buddhistischer Lehre befindet sich alles mit Ausnahme des Nirwana in einem beständigen Wandel (mujō). Mono no aware als ästhetisches Konzept lässt sich als das melancholische Bewusstsein dieser Vergänglichkeit beschreiben.
Wabi sabi drückt aus, dass Vollkommenheit unmöglich ist und alles vorübergeht. Die Begriffe wurden vor allem seit der Kamakura-Ära (1185–1333) im Zen-Buddhismus wichtig. Die wabi-Ästhetik schätzt Objekte mit leichten Fehlern oft höher als perfekte. Der Ausdruck sabi findet sich in der Gedichtsammlung Man’yōshū (um 759) und ist dort zum einen mit Trostlosigkeit assoziiert, zum anderen aber mit etwas, das in Würde gealtert ist und so einen ästhetischen Wert erlangt hat, der mit Patina vergleichbar ist.

#### Memento mori
Der lateinische Ausdruck Memento mori (deutsch: Gedenke, dass du sterblich bist.) wird meist in christlichen Zusammenhängen verwendet, kann aber auch im Kontext von Buddhismus und japanischer Kultur gesehen werden. Während in der Gyathei-Serie das hohe Alter die Fotografierten in die Nähe des Todes stellt und diese als Allegorie des Alters erscheinen, kann auch eine Krankheit das Leben beenden. So zeigt etwa die Fotografie SCAR 1983 illness (1994) von Miyako Ishiuchi, wie eine Krankheit eine Narbe auf dem menschlichen Körper hinterlassen hat. Ein gewaltsames Ende wird in der Fotoserie Otsuka Nene Wears Tuzigahana (1999) des japanischen Fotokünstlers Izima Kaoru gezeigt: Die dargestellten Frauen sehen aus, als wären sie mit Gift getötet worden oder hätten versehentlich oder absichtlich eine Überdosis Medikamente genommen.

### Gyathei #17
Gyathei #17 ist eine lebensgroße Abbildung einer dünnen alten Frau, die nackt vor einem kahlen, weißen Hintergrund steht. Sie befindet sich in der horizontalen Mitte des Fotos und sehr nah am oberen und unteren Rand. Die Frau presst ihre Lippen zusammen, als würde sie sich auf die Aufnahmesituation konzentrieren. Ihr weißes Haar ist wohl in einem Knoten gebunden, doch einige Strähnen sind lose. Ihr unsymmetrisches und eingefallenes Gesicht ist voller Falten, unter ihren Augen sind Tränensäcke und in der Nähe der Nase ist ein Fleck, bei dem es sich um ein großes Muttermal oder um Schmutz handeln kann. Ihre Brüste hängen herab, der Bauch ist mit Falten und herunterhängender Haut bedeckt, die ihren Nabel verdeckt. Die Frau hebt ihre großen Zehen, hält die Knie eng zusammen und lässt die Schultern hängen. Ihre Hände legt sie leicht auf ihre schmalen Hüften. Diese Haltung lässt sie zerbrechlich und schüchtern wirken. Ihre asymmetrischen Augen mit den hängenden Lidern vermitteln den Eindruck von Müdigkeit. Doch sie blickt gerade in die Kamera. Dies verhindert, dass sie beim Betrachtenden Mitleid auslöst, obwohl ihr Körper deutlich macht, dass sie dem Tod nahe ist.